# Peter Krüger (Unternehmer, 1924)
Peter Krüger (* 1924 in Freiberg; † 12. Juli 2007 in München) war ein deutscher Unternehmer. In der Öffentlichkeit wurde er vor allem als Gründer der Dr.-Erich-Krüger-Stiftung bekannt. Die 2006 geschaffene Stiftung stellt die größte private Schenkung an eine Universität in Deutschland dar.

## Leben
Peter Krüger besuchte in Freiberg (Sachsen) die Schule und legte dort das Abitur ab. Er begann zunächst eine Lehre am Elektrotechnischen Institut der Bergakademie Freiberg und schrieb sich 1946 als Student für das Fach Bergbau ein. Er wurde nach einem Semester zwangsexmatrikuliert, da seine Eltern dem Bildungsbürgertum angehörten und er kein Arbeiter-und-Bauern-Kind war. Daraufhin ging er nach Karlsruhe und studierte dort Elektrotechnik.
Anschließend wanderte er nach Kanada aus. Dort arbeitete er zunächst als Fernsehantennenmonteur und Cockpitinstallateur, später als Elektroingenieur in einem Transformatorenwerk. Nach drei Jahren kehrte er nach Deutschland zurück und übernahm in Essen ein Unternehmen für Bautenschutz. Er baute den Betrieb zu einem weltweit führenden Unternehmen mit mehr als 2000 Beschäftigten aus. 1971 verkaufte er die Firma gewinnbringend.

## Unternehmen „Schlemmermeyer“
1974 gründete er gemeinsam mit seiner Frau die Firma „Schlemmermeyer“, die sich auf Wurst und Schinken spezialisierte und deren Hauptsitz in München lag. Das Ehepaar Krüger baute die Firma schrittweise aus, bis daraus eine Kette mit 35 Filialen in allen größeren Städten entstanden war. Das für die damalige Zeit innovative Konzept bestand darin, dass die Geschäfte ausschließlich in den allerbesten Lagen der Großstädte präsent waren. Im Jahr 2019 wurde die Schlemmermeyer GmbH & Co. KG an die Düsseldorfer „12.18. Unternehmensgruppe“ verkauft. Das Ehepaar Krüger widmete sich seither dem Immobiliengeschäft. Ende Mai 2023 wurde bekannt, dass das Unternehmen einen Insolvenzantrag stellen und fast alle Filialen schließen muss.

## Stiftung
Auf Initiative von Peter Krüger wurde im Dezember 2006 die „Dr.-Erich-Krüger-Stiftung“ gegründet. Die Stiftung ist nach Peter Krügers Vater benannt. Die Stiftung ist „nicht verzehrend“. Die Stiftungserträge kommen der Forschung an der TU Bergakademie Freiberg zugute. Sie werden vor allem in praxis- und anwendungsbezogene Forschungsprojekte investiert. Es geht um die Förderung von Forschungsarbeiten, deren Ergebnisse hauptsächlich in Sachsen, vor allem aber in Freiberg angewandt werden. Auf diese Weise sollen Arbeitsplätze geschaffen und die regionale Wirtschaft in Sachsen nachhaltig gefördert und unterstützt werden.
Die Stiftung hat bereits zwei Krüger-Forschungskollegs finanziert.
Darüber hinaus finden regelmäßig Kolloquien statt, bei denen Persönlichkeiten aus Wissenschaft, Gesellschaft und Politik zu aktuellen Themen sprechen.

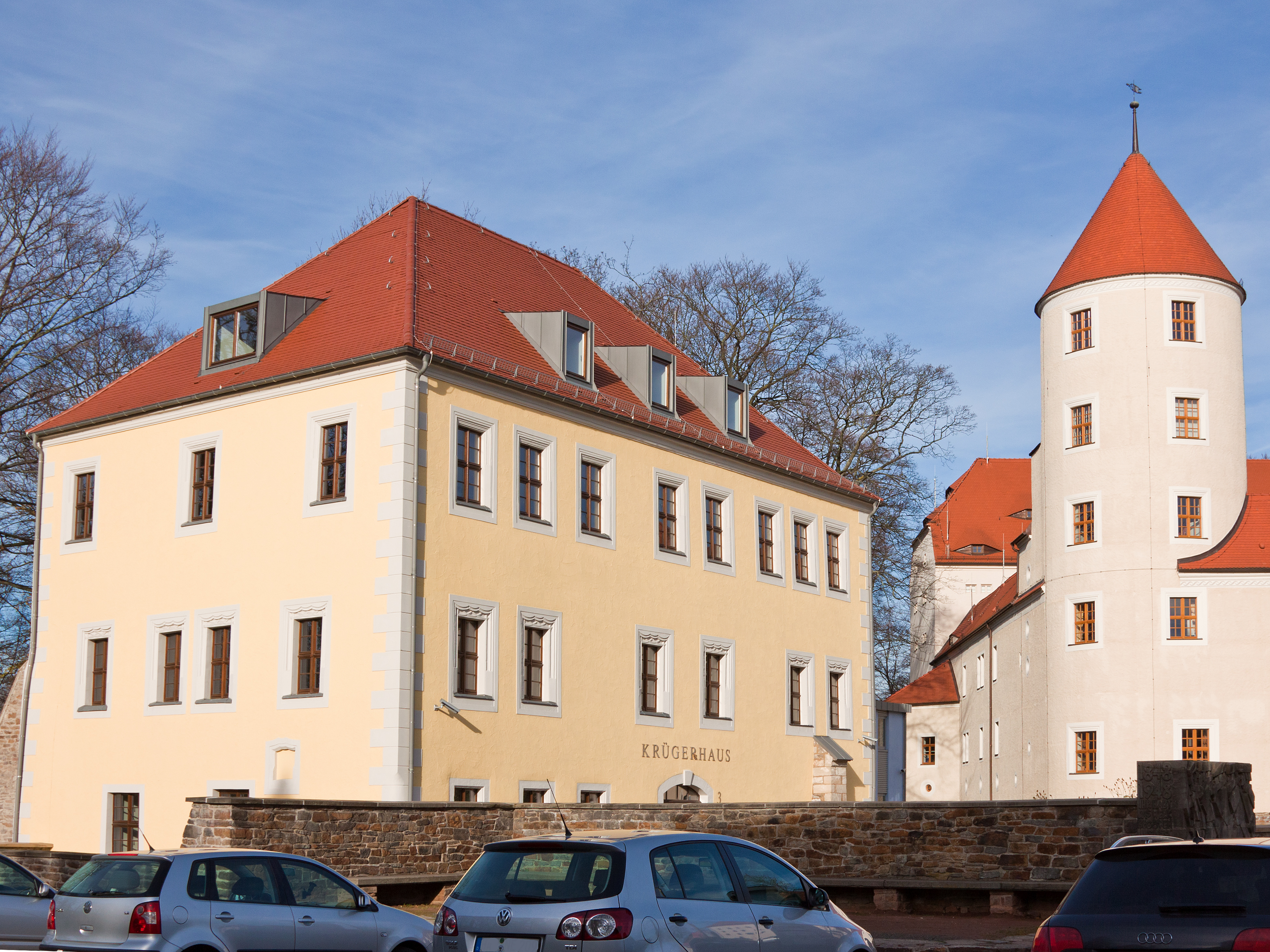
Krüger-Haus

Das Krüger-Haus in Freiberg ist der Sitz der Dr. Erich-Krüger-Stiftung und Ausstellungsort für die Mineralogische Sammlung Deutschland innerhalb der Terra mineralia. Weiterhin wird über die Stiftung der wissenschaftliche Nachwuchs gefördert, Deutschlandstipendien vergeben und die Anschaffung von Großgeräten finanziert.
Peter Krüger starb ein halbes Jahr nach Gründung der Stiftung. Seitdem wird diese von seiner Ehefrau Erika Krüger geleitet.

## Ehrungen
Für sein Engagement als Stifter ehrte ihn die TU Bergakademie Freiberg als Ehrensenator. Posthum wurde ihm der Titel eines Dr. h. c. verliehen. Ehrungen für die Fortführung des Engagements wurden auch Ehefrau Erika Krüger ausgesprochen, im April 2023 wurde ihr das Bundesverdienstkreuz verliehen.